# SCXML
State Chart XML (SCXML) ist ein XML-Standard des W3C für eine allgemeine Beschreibungssprache für Zustandsübergangsdiagramme. SCXML kann dabei komplexe Zustandsmaschinen inklusive Unterzuständen, verschachtelter und paralleler Zustände beschreiben.
Der Standard wurde seit 2005 vom W3C entwickelt und erlangte am 1. September 2015 den Status einer Recommendation. SCXML baut auf CCXML und Harel Statecharts auf.

## Beispiel
Das folgende Beispiel illustriert die Modellierung einer Stoppuhr mit SCXML.
```
<?xml version="1.0" encoding="UTF-8"?>

<scxml
 
xmlns=
"http://www.w3.org/2005/07/scxml"
 
version=
"1.0"
 
initial=
"ready"
>

    
<state
 
id=
"ready"
>

        
<transition
 
event=
"watch.start"
 
target=
"running"
/>

        
<transition
 
event=
"watch.reset"
 
target=
"stopped"
/>

    
</state>

    
<state
 
id=
"running"
>

        
<transition
 
event=
"watch.split"
 
target=
"paused"
/>

        
<transition
 
event=
"watch.stop"
 
target=
"stopped"
/>

    
</state>

    
<state
 
id=
"paused"
>

        
<transition
 
event=
"watch.unsplit"
 
target=
"running"
/>

        
<transition
 
event=
"watch.stop"
 
target=
"stopped"
/>

    
</state>

    
<state
 
id=
"stopped"
>

    
</state>

</scxml>

```